# Melomys burtoni
Melomys burtoni — вид гризунів родини мишевих (Muridae). Зустрічається в Австралії та Папуа-Новій Гвінеї. В Австралії зустрічається вздовж північного узбережжя від Кімберлі до Нового Південного Уельсу. У Верхньому кінці часто зустрічається у пандануса (P. spiralis). Живе у відкритих трав'яних степах, в очеретяних ділянках або на плантаціях цукрової тростини на висоті до 2000 м. Уникає густої рослинності.

## Морфологічна характеристика
Вид важить до 55 г, має довжину тіла від 90 до 140 мм і довжину хвоста від 100 до 150 мм. Зверху хутро кольору хакі, кориці або бруду, а знизу трохи світліше. В області шиї можуть з'явитися світлі плями.

## Харчування
Харчується гризун травами та їх насінням, рідко комахами. Оскільки тварина добре лазить, вона здатна використовувати цукрову тростину від кореня до кінчика. Погризені рослини часто гинуть через подальше бактеріальне зараження. У Квінсленді збитки обчислюються мільйонами.

## Розмноження
Вид будує сферичне гніздо з трави, яке прикріплюється до двох-трьох міцних травинок на висоті близько 1 м. Самиця народжує двох-трьох дитинчат, які відкривають очі через сім-десять днів і відлучаються через шість тижнів. Якщо є небезпека, наприклад пожежа в чагарниках, дитинчата кусають соски матері, що втікає, і таким чином їх можна врятувати.